# 烏日河 (拉博雷茨河支流)

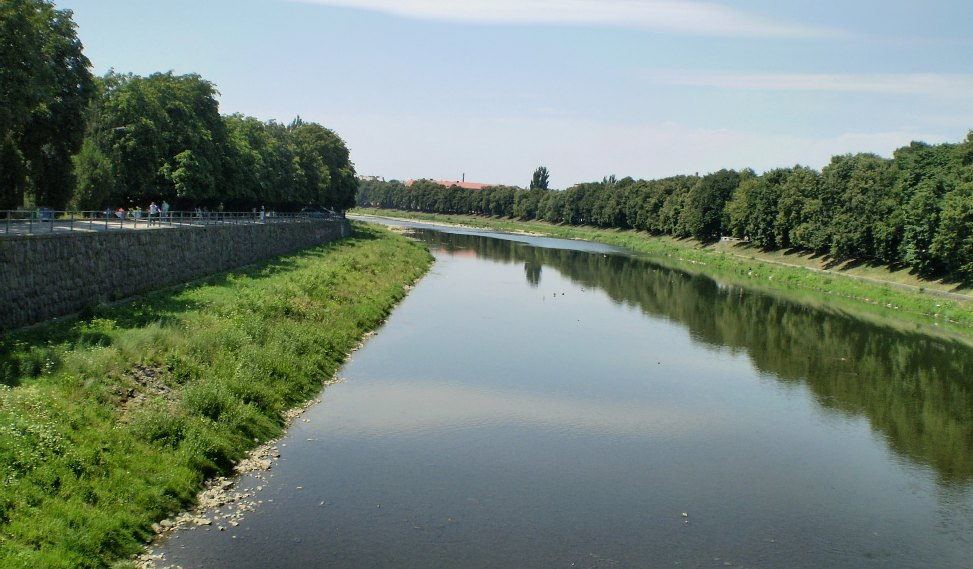

烏日河（羅馬化：Uzh）是東歐的河流，屬於拉博雷茨河的支流，流經烏克蘭和斯洛伐克，河道全長127公里，流域面積2,750平方公里，河畔城鎮有乌日霍罗德。